# Europeiska kyrkokonferensen
Europeiska kyrkokonferensen eller Konferensen för europeiska kyrkor (KEK) bildades 1959 och är en europeisk ekumenisk gemenskap av 126 medlemskyrkor och ytterligare 43 organisationer. Organisationen samlar medlemmar från alla de tre stora kyrkoriktningarna, katoliker, ortodoxa och protestanter.
Som medlemmar har Europeiska kyrkokonferensen två svenska kyrkor:
- Svenska kyrkan
- Equmeniakyrkan

Arbetet leds av en centralkommitté. Vid dess konferens i Cypern i oktober 2008 meddelade den rysk-ortodoxa kyrkans representant, pastor Vsevolod Chaplin att man avbryter samarbetet med KEK, i protest mot att KEK inte beviljat medlemskap för Estlands ortodoxa kyrka som hör hemma under patriarkatet i Moskva.